# Fredrik Ekberg
Fredrik Reinhold Ekberg, född 11 juni 1837 i Kungsholms församling, Stockholms stad, död 11 december 1898 i Hedvig Eleonora församling, Stockholms stad, var en svensk arkitekt.

## Biografi
Ekberg var elev vid Kungliga Akademien för de fria konsterna 1853—1862. År 1863 blev han överlärare i byggnadskonstruktionslära vid Tekniska skolan och från 1865 var han arkitekt vid Överintendentsämbetet. Han skrev flera böcker i husbyggnadslära och var även drivande i skapandet 1871 av det Allmänna Tidningskontoret, samt de första annonspelarna i Stockholm 1877.

## Verk i urval
- Walhallasalongen, 1866. Mäster Samuelsgatan 55-59, Stockholm. Om- och tillbyggnad. Ej utförd.
- Högby kyrka, Öland, 1871. Äldre delar.
- Gamla slöjdskolan, Storg 35, Umeå 1878–1879.
- Tärendö kyrka, 1880–1882.
- Hunnestads kyrka, 1883–1884.
- Vasateatern i det Lundbergska huset, Stockholm 1883-1886.
- Stensele kyrka, 1884–1886.
- Södra Mellby kyrka, 1884–1887.
- Gåxsjö kyrka, 1884–1886.
- Östra Tollstads kyrka, 1885–1886.
- Källeryds kyrka, 1885-1887.

## Bilder

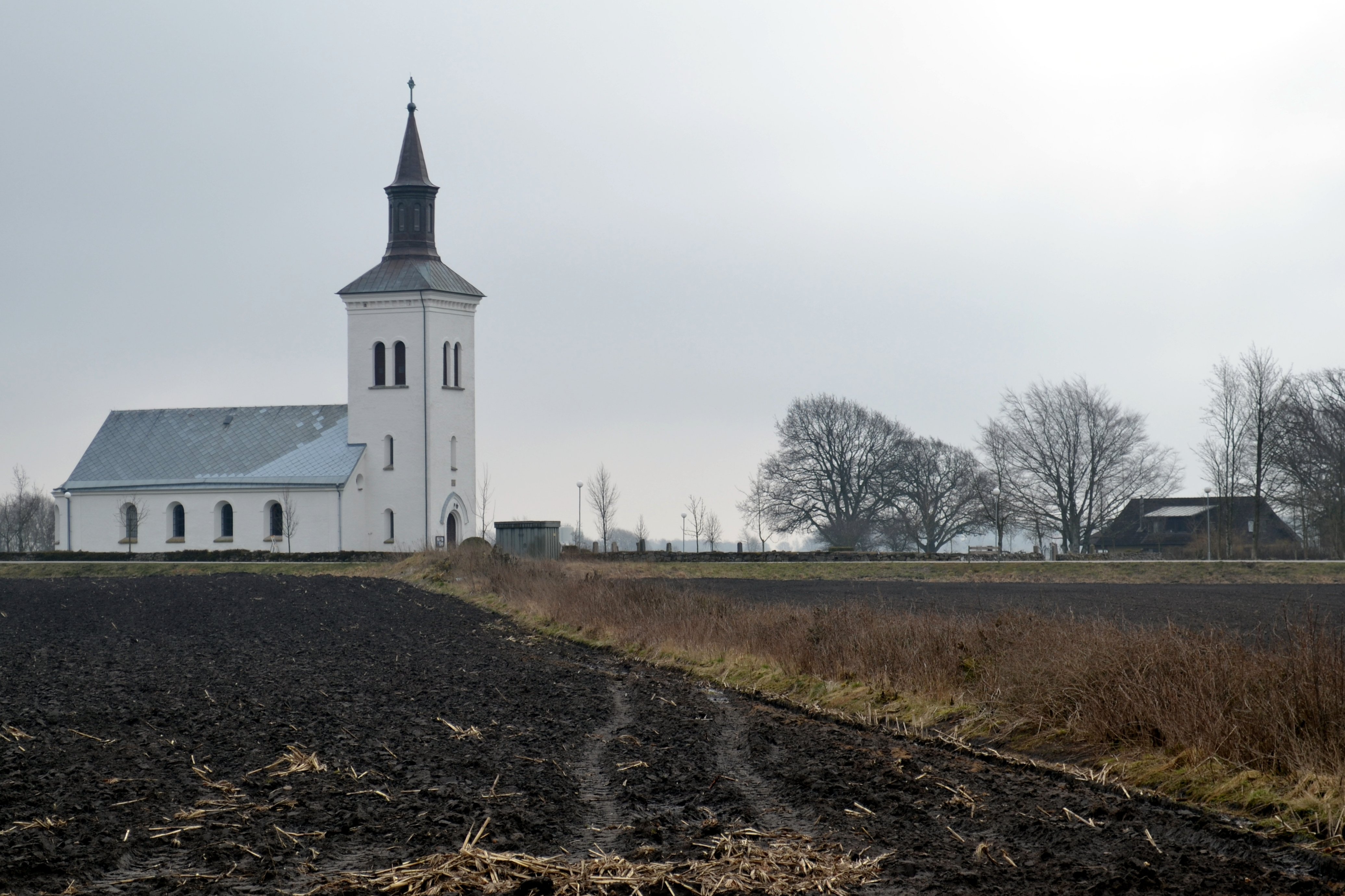
Hunnestads kyrka
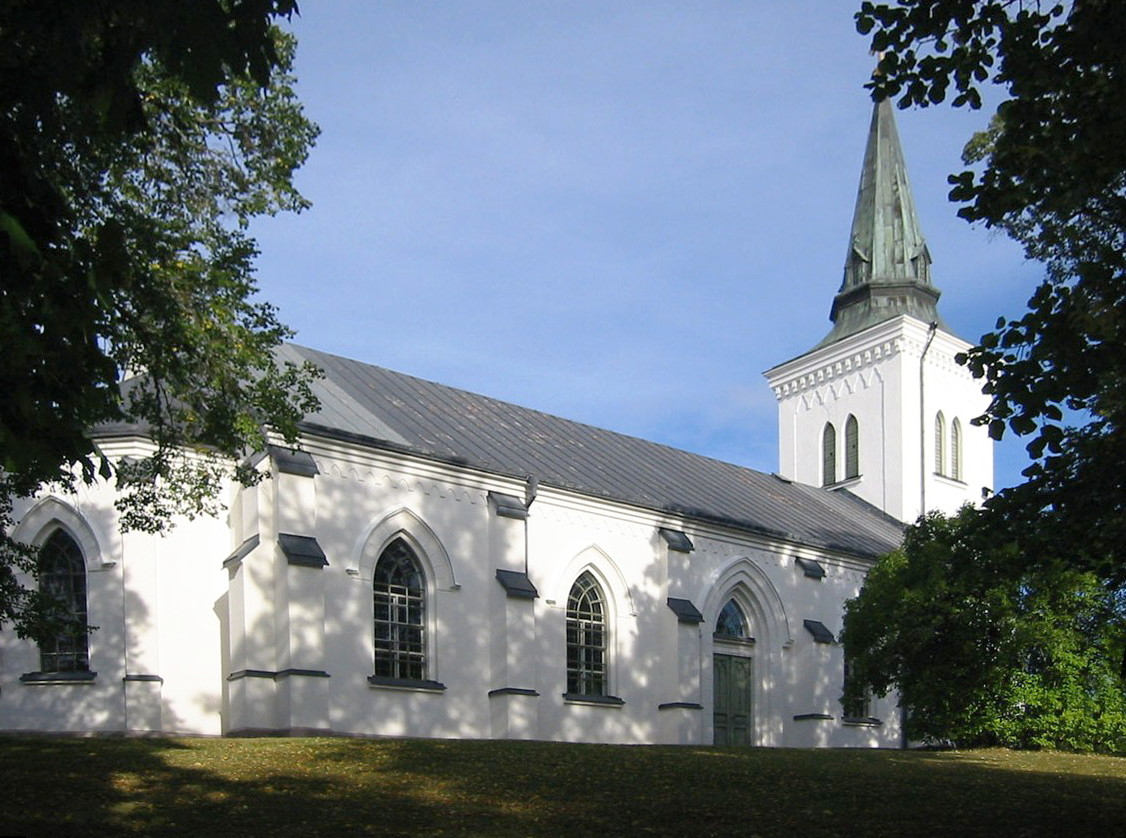
Östra Tollstads kyrka
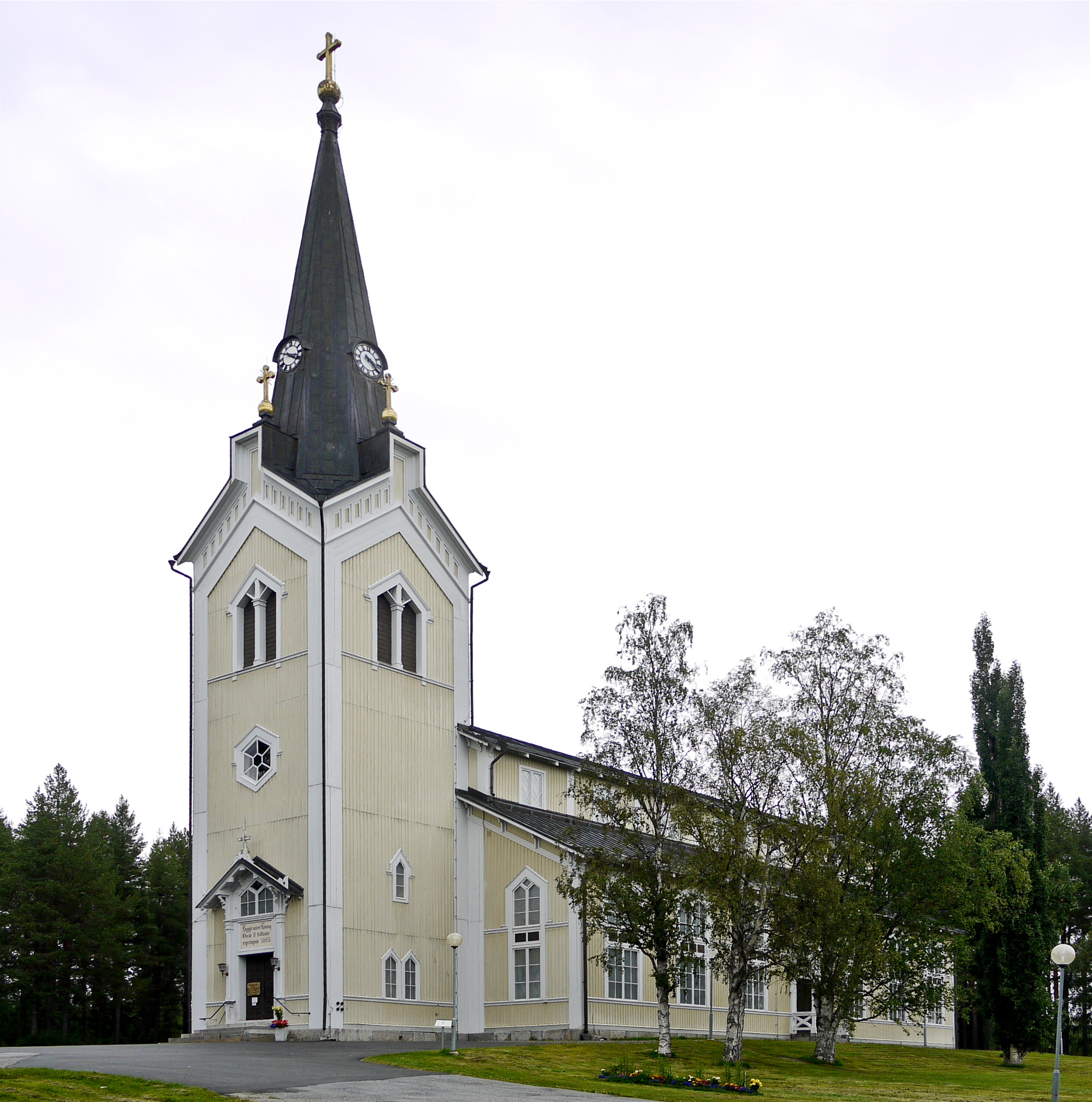
Stensele kyrka
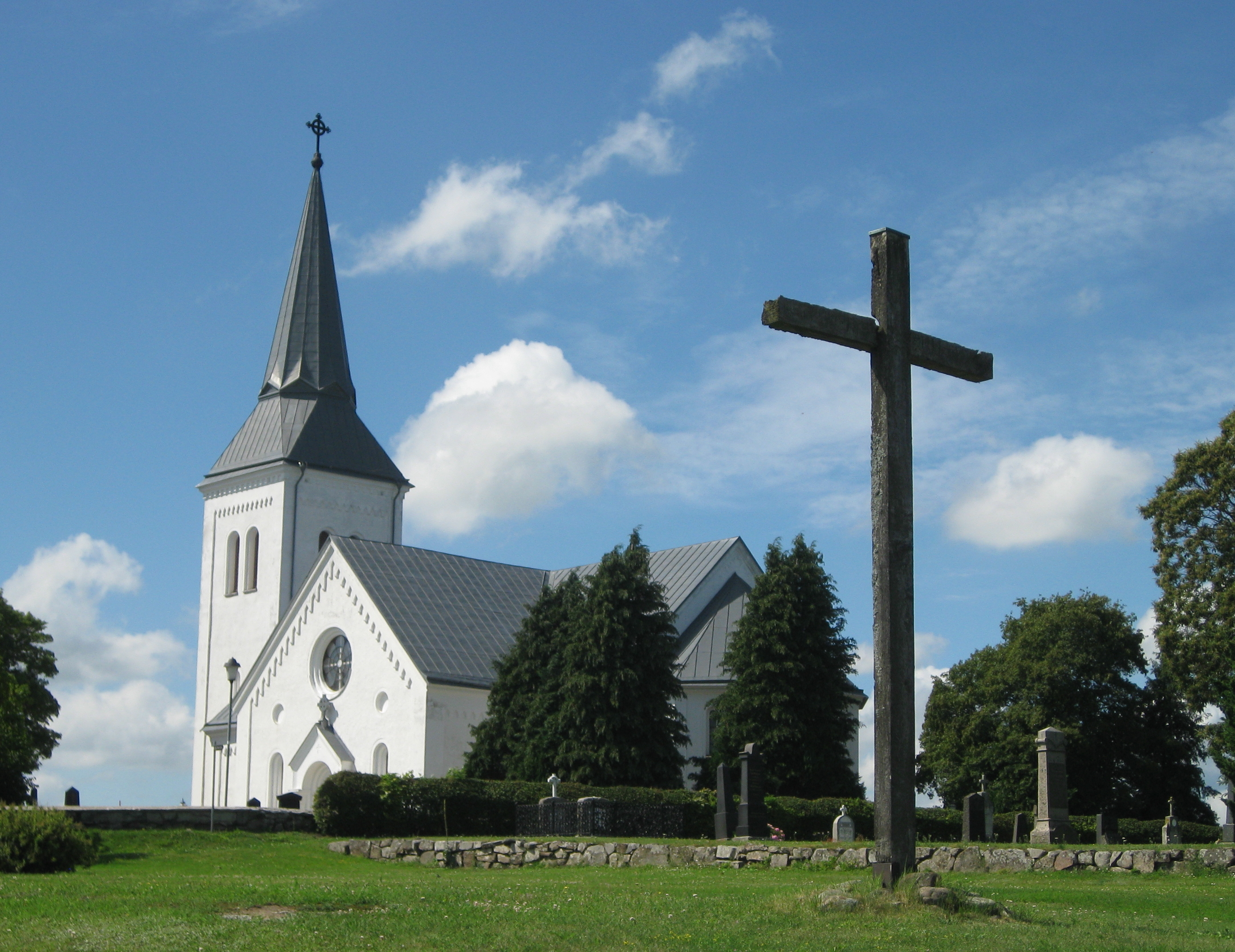
Södra Mellby kyrka